# Francisco Rodríguez (hiszpański piłkarz)
Francisco Javier Rodríguez Vílchez (ur. 17 czerwca 1978 w Almerii) – hiszpański trener i piłkarz grający na pozycji napastnika.

## Kariera piłkarska
Francisco Rodríguez grał w juniorskich zespołach Plus Ultra oraz RCD Espanyol. W 1997 roku rozpoczął karierę seniorską przechodząc do CP Almería. W 1999 roku został piłkarzem rezerw Valencii, nie udało mu się tam jednak zagrać w pierwszym zespole. W międzyczasie był wypożyczony na rok do Polideportivo Ejido. W 2002 roku został piłkarzem UD Almería. W 2004 roku przeszedł do Albacete Balompié. Po roku gry powrócił jednak do UD Almería. W 2007 roku został piłkarzem Granada 74 CF. Po roku gry przeszedł do Alicante CF. W 2009 roku rozwiązał jednak kontrakt z tym klubem. W 2010 roku, przez krótko, grał w Orihuela CF. W 2010 roku zakończył piłkarską karierę.

## Kariera trenerska
Francisco Rodríguez rozpoczął karierę trenerską od powrotu do UD Almería i od objęcia juniorów tego klubu. Po roku trenowania juniorów został trenerem rezerw tego klubu. W 2013 roku objął stanowisko trenera pierwszego zespołu UD Almería. W 2014 roku został jednak zwolniony z tego stanowiska. W 2016 roku objął zespół UCAM Murcia CF. Po roku trenowania tego zespołu zdecydował się opuścić ten klub i został szkoleniowcem CD Lugo. Po sezonie znów zdecydował się na zmianę klubu i został trenerem Córdoba CF. Jednak z powodu złych relacji z zarządem już po miesiącu rozstał się z tym klubem. W październiku 2018 roku został szkoleniowcem pierwszoligowego zespołu SD Huesca.